# Hypervision (informatique)
En informatique, l'hypervision est la centralisation des outils de supervision d’infrastructure, d'applications et de référentiels (par exemple, la base de données configuration management database - CMDB). Il s'agit d'un outil d’agrégation ou de console unique.
L'hypervision propose aussi des liens vers d'autres outils de type gestion des services informatiques (terme anglais ITSM) comme le ticketing, ou encore des outils d'orchestration pour réaliser des actes de remédiation, de reporting, de gestion des journaux, ou encore d'analytique. Elle apporte également une vue globale et consolidée d'un système informatique.
De plus, l'hypervision permet de réaliser de multiples opérations sur l'ensemble des données ou événements normalisés.
Les principales fonctionnalités fournies par une solution d'hypervision sont :
- l'utilisation d'un référentiel unique ;
- la mise à disposition d'un bac à événements complet ;
- une vision synthétique et personnalisable du système informatique ;
- la corrélation (mise en évidence de la cause première d'un incident et l'impact de celui-ci sur le reste du système informatique)[1] ;
- l'obtention de statistiques et l'exécution de calculs complexes ;
- l'enrichissement des événements ;
- la capacité d'être interfaçable ainsi que l'exposition des services pour répondre à des futurs besoins.

L'hypervision peut regrouper de nombreuses autres possibilités.
Les applications d'hypervision forment la typologie applicative de gestion des opérations informatiques (terme anglais ITOM), l'intelligence artificielle de par l'utilisation de Big data et des modèles de Machine Learning s'inscrit de plus en plus dans ce type d'application sous la forme de l'AIOps, introduisant ainsi l'observabilité. Un autre axe qui est de plus en plus décliné dans ces suites applicatives est l'automatisation et sa déclinaison encore plus autonome, l'hyperautomatisation.

## Différence entre supervision et hypervision[3]

### Supervision
Dans une entité, il peut y avoir plusieurs systèmes de supervision, qui peuvent se compléter et communiquer entre eux. Ils collectent les informations, donnent des indications sur le fonctionnement normal des systèmes, les incidents constatés, les faits inhabituels, leurs disponibilités et leurs accessibilités (liste non exhaustive).
L’inconvénient se pose sur la répartition, la complexification et la distribution des systèmes informatiques.

### Hypervision
Un seul système d'hypervision est requis, toutes les informations collectées remontent jusqu’à lui. L'hypervision sectorise les activités, corrèle les données partielles ou totales, et agrège autant que nécessaire, pour le bon contrôle et la surveillance de la structure souhaitée. L'hypervision permet d'optimiser et de réduire les sources d’indisponibilité d’un ensemble de systèmes,.

## Éditeurs de logiciels d'hypervision
On peut distinguer deux types d'éditeurs de logiciel d'hypervision, les éditeurs propriétaires et les éditeurs open source :
| Editeur                    | Nom courant                             | Ancien nom                              | Solution                                                    | Type                                 |
| -------------------------- | --------------------------------------- | --------------------------------------- | ----------------------------------------------------------- | ------------------------------------ |
| BMC Software               | TrueSight Event Manager                 | BMC Event Manager                       | TrueSight Operations Management                             | Propriétaire                         |
| Broadcom                   | DX Infrastructure Management            | (UIM) Unified Infrastructure Management |                                                             | Propriétaire                         |
| CA Technologies            | (UIM) Unified Infrastructure Management | Unicenter TNG (The Next Generation)     |                                                             | Propriétaire                         |
| Capensis                   | Canopsis,                               |                                         | Canopsis Open Core Edition Canopsis Pro Edition             | open source + greffons propriétaires |
| Evidian                    | OpenMaster                              |                                         |                                                             | Propriétaire                         |
| GroundWork                 | GroundWork Monitor                      | GroundWork Open Source                  |                                                             | Propriétaire                         |
| Hewlett-Packard Enterprise | Operations Manager i                    |                                         | Business Service Management (Service and Operations Bridge) | Propriétaire                         |
| IBM                        | Netcool                                 | Tivoli Netcool/OMNIbus                  | IBM Netcool Operations Insight                              | Propriétaire                         |
| Micro Focus                | Operations Bridge Manager               | Operations Manager i                    | Operations Bridge (OpsBridge)                               | Propriétaire                         |
| ServiceNow                 |                                         |                                         | IT Operations Management                                    | Propriétaire                         |